# Země zůstane ještě dlouho mladá
Země zůstane ještě dlouho mladá (v originále Die Erde bleibt noch lange jung) je kniha povídek, napsaná rakouským spisovatelem Johannesem Mariem Simmelem v roce 1981.
Česky knihu vydalo nakladatelství Melantrich v roce 1997 a nakladatelství Ikar v roce 2008.

## Děj
V co věřím
Příběh se odehrává v Americe, dva hrdinové povídky jsou šéfredaktory dvou velkých novin. Jednoho dne šly jedny noviny ke dnu a druhé stoupaly vzhůru a jejich šéfredaktor Thompson koupil upadající noviny šéfredaktora Williamse. Ale stalo se, že Thompsonovy noviny lidé přestali kupovat. Thompson přemýšlel a nabídl Williamsovi spolupráci. Williams souhlasil, a tak se tito dva odvěcí odpůrci dali dohromady a noviny opět pozvedly svou úroveň. Nežijeme v Americe. Co potřebujeme, to jsou muž jako Thompson a Williams. To je to, v co věřím.
Milá ovečko
J. M. Simmel jel vlakem přes lunapark, když se vlak najednou zastavil. Než se opravila porucha, všichni lidé se vyklonili z okna a pozorovali lidi na kolotočích. I J. M. Simmel. Najednou se setkal s pohledem jedné dívky v modrých šatech. Láska na první pohled. Vlak byl ale brzy opraven a oni vyjeli. J. M. Simmel dívce na rozloučenou hodil jízdenku s oslovením Milá ovečko se sladkými oušky, ale už ji nikdy nespatřil. „Je to ta nejzázračnější dívka, kterou neznám.“
Malý domek na velké hranici
Příběh vypráví o Günterovi, jeho malé ženě a jejich malých dětech a o bezpečí, které hledali. Günter bydlel v malém domku u velké hranice a každý den, když šel do práce, viděl na hranici tanky. Začal mít strach, chtěl se odstěhovat, ale neměl peníze. Pak je zdědil a mohli jít pryč. Na své cestě do bezpečí procestovali celý svět a nakonec našli klid opět ve svém malém domku na velké hranici. Nenašel je v Evropě, ani v Asii, Africe, Austrálii a Americe. Našel je na jediném místě, kde je člověk může dnes ještě najít, když má štěstí: sám v sobě.
Doučování v lásce
Patricie vždycky lidem radila v lásce, ale když se zamilovala ona, pomoci si neuměla. A tak jí J. M. Simmel a jeho žena radili, aby svého Adolfa poslala do speciální školy, že z něho škola udělá dokonalého milence, nejchytřejšího, nejinteligentnějšího, nejlepšího, prostě nej nej muže. Adolf by byl úplně bez chyb, ale Patricie to odmítala. Proč? Patricie odpověděla: Můžete mi laskavě říct, co bych na něm pak ještě mohla mít ráda?
Děťátko spinká
Robert Faber otevřel dveře své sousedce, která si stěžovala, že jejich děťátko pláče, protože nemá dudlík, který nechali u sousedčiny sestry. Rozespalý Faber musel jet až na druhý konec města, pak zjistil, že sestra není doma, tak ji hledal, vrátil se se sestrou pro dudlík, pak ji zase odvezl, cestou měl nehodu, a když se vrátil domů, sousedčin manžel oznámil, že děťátko spinká. Hned jak jste odjel, tak usnulo.
Žádné záruky pro Moniku Müllerovou
Monika se narodila v Československu, ale je v dětském domově ve Švédsku. Její rodiče ji milují, avšak oba žijí v Německu. Všechno začalo roku 1945, kdy Müllerovi museli opustit Československo. Malou Moniku poslali k tetě do Švédska, která ji měla velice ráda, a rodiče šli pěšky až do Německa. Potom si chtěli Moniku vyzvednout, ale teta to odmítla. Vše se zkomplikovalo, zapojil se do toho švédský král i německá vláda, ale Monika dál zůstávala ve Švédsku. Ale jen do té doby, dokud Müllerovi nedostanou víza a nebudou vandrovat z místa na místo. A silnice už taky znají.
Dlouhé štěstí Dietera Nordsteina
Štěstí tohoto hamižného muže trvalo třináct let. Jednou, za války, byl požádán, jestli by nemohl u sebe schovat jednoho Žida. Proč by ne? Od Žida dostával pět set šilinků měsíčně a protože byl opravdu hamižný, přibral k jednomu Židovi dalších pět Židů a ti mu také platili pět set měsíčně. A tak to trvalo celých třináct lež až do doby, kdy jedna holčička upustila noviny a ony sklouzly k těm „ponorkářům“. Židé zjistili, že válka už dávno skončila, utekli a pan Nordstein byl zatčen a když se ho ptali, proč jim neřekl, že už není válka, pan Nordstein zavrčel: „No a? Dojednali jsme si snad, že jim to musím ohlásit?“